# Francis Laurent

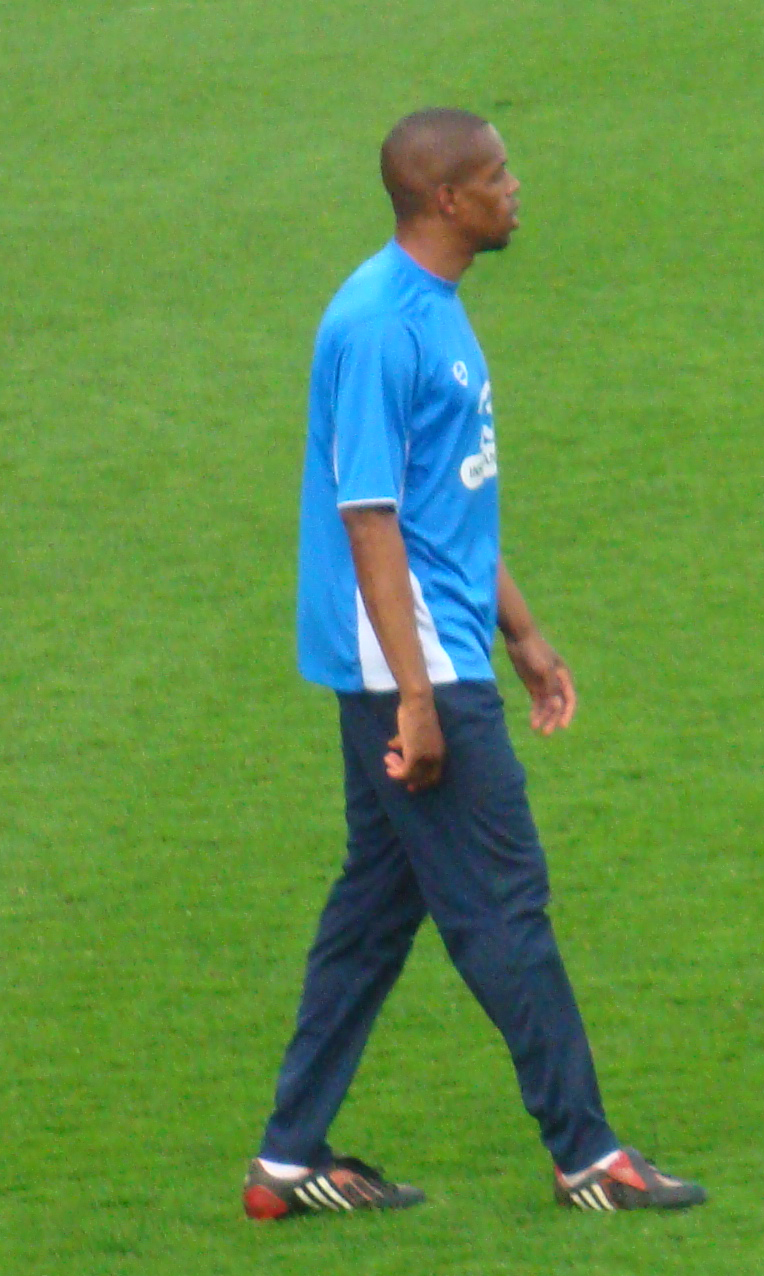
Francis Laurent beim warm up gegen Northampton Town

Francis Laurent (* 6. Januar 1986 in Paris) ist ein ehemaliger französischer Fußballspieler.

## Karriere
Im Jahr 2006 wechselte Laurent von der Reservemannschaft des FC Sochaux zum deutschen Verein Eintracht Trier, die aus der Regionalliga Süd abgestiegen waren und den Wiederaufstieg aus der Oberliga Südwest schaffen wollten. Dieses misslang (die Trierer wurden Vierter), sodass Laurent den Verein verließ und sich im Alter von 21 Jahren dem 1. FSV Mainz 05 anschloss. Er kam in der Hinrunde der Saison 2007/08 sechs Mal als Einwechselspieler im Profikader in der 2. Bundesliga zum Einsatz. In der Erstrundenbegegnung im DFB-Pokal gegen Wormatia Worms erzielte er beim 6:1-Sieg der Mainzer einen Treffer.
Im Jahr 2008 wechselte er nach zwei Jahren in Deutschland nach England zu Southend United, wo er zunächst für ein Jahr unterschrieb. Nach guten Leistungen verlängerte er im Dezember seinen Vertrag um zwei Jahre. 2010 ging Laurent jedoch zurück in seine französische Heimat zum Amateurverein AFC Compiègne. Im Januar 2011 unterschrieb Laurent einen Kontrakt bei Northampton Town in der viertklassigen League Two. Nach weiteren Stationen bei Lincoln City, KVK Tienen und dem FC Chambly war er ab Sommer 2014 vereinslos und beendete später seine Karriere.